# International Rhône-Alpes Media
IRAM : International Rhône-Alpes Média est une plate-forme universitaire d’innovation, d’expérimentation et de formation aux usages et pratiques numériques. La vocation d’IRAM est de répondre aux demandes sociales et aux enjeux économiques liés, en formant un ensemble d’acteurs au développement du numérique dans une logique d’innovation.
Cette plate-forme est située dans l'ancienne imprimerie de la Manufacture d'Armes  de Saint-Etienne sur Campus de Carnot. Elle a été inaugurée le 23 octobre 2012.
IRAM met à disposition un plateau technique de 500 m2 équipés des dernières technologies de l’information et de la communication (plateau de tournage, salle de montage, régie, salle de formation interactive, table tactile) et 3 salles de formation totalement équipées pour expérimenter et dispenser des formations interactives utilisant les TICE.

## Formations
Ce centre dispense des formations continue, initiale et professionnel.
- Master en Information communication et numérique (InCoNu) dispensé par l'université de Saint-Étienne.
- Formation continue : IRAM propose différents modules de formation d'une journée de thèmes variés autour du numérique en allant de la Datavisualisation à la vidéo dessinée en passant par le brainstorming